# Tigranes IV de Armenia
Tigranes IV fue rey de Armenia del año al 12 al 5 a. C. y del 4 a. C. al 1 d. C.

## Antecedentes y primeros años
Tigranes IV era hijo de Tigranes III y de madre desconocida. Su hermana conocida era Erato, hija de Tigranes III, pero de madre diferente. Tigranes IV se crio en Roma, donde su padre vivió en exilio político durante diez años (30/20 a. C.).

## Reinado
Según la costumbre oriental o helenística, Tigranes IV se casó con su hermana Erato en orden a preservar la pureza de la dinastía Artaxiada. Erato se convirtió en reina a través de este matrimonio De esta unión, de fecha desconocida, nació una hija, que más tarde se casó con el rey  Pharasmanes I de Iberia.
Aunque Tigranes y Erato eran monarcas clientes de Roma, siguieron una política hostil, y no eran del agrado del emperador Augusto. Por el contrario, buscaron apoyo en el Imperio parto.
En el año 5 a. C., Tigranes fue derrotado por Artavasdes IV, hijo de Artaxias II, que se había aliado con los romanos. No obstante, con ayuda de los partos, Tigranes recuperó el poder en pocos meses.
Roma y Partia competían por obtener influencia en el gobierno de Armenia. El historiador romano Rufo Festo nos informa que un sentimiento anti-romano estaba creciendo en Armenia durante el reinado de Tigranes IV y Erato.
El descontento de los monarcas artaxiadas hacia Roma llevaba a una guerra, instigada por Fraates V de Partia. Pero Fraates pronto cesó en su apoyo, temeroso de una escalada en la guerra, y Tigranes y Erato acabaron reconociendo la soberanía romana. Augusto recibió su sumisión y les permitió permanecer en el poder.
En el año 1 una revuelta popular logró derrocar a Tigranes, que falleció. Viéndose sola y sin aliados, la reina Erato huyó. Artavasdes V, hermano de Tigranes, trató de hacerse con él estallando una guerra civil. Esta permaneció en el pequeño reino oriental hasta que los romanos restablecieron la paz.